# Unión de Profesores de Chile
La Unión de Profesores de Chile (UPCh) fue un sindicato docente fundado en enero de 1936, reuniendo a profesores de diversas ramas de la educación y tendencias políticas. En 1944 se confedera con otras organizaciones docentes para formar la Federación de Educadores de Chile (FEDECH) y es disuelta cuando ésta decide unificarse en el Sindicato Único de Trabajadores de la Educación (SUTE) en 1971. Estuvo afiliada desde 1936 a la Confederación de Trabajadores de Chile (CTCh).

## Historia

### Antecedentes
La UPCh es heredera de la Asociación General de Profesores (AGP), primer sindicato docente y protagonista de la Reforma educacional de 1928. La AGP sostenía un proyecto comunitario de educación, el cual criticaba la noción de Estado Docente por considerar al Estado una herramienta de las élites para perpetuar la diferencia de clase y por atentar contra la libertad del magisterio, como lo demostraban las persecuciones ideológicas llevadas a cabo por el gobierno. Pese a estas críticas, durante la dictadura de Ibáñez se sumaron a su segunda reforma a la educación. Aunque el gobierno y la AGP compartían la urgencia por modernizar la educación, la radicalidad con que esta última impulsaba la reforma llevó a que el gobierno retirara su apoyo y retomara la persecución por medio de acoso y exoneraciones.
Esta experiencia provocó desilusión y división dentro del magisterio. Mientras algunos renunciaron a cualquier expectativa de reforma y se sumaron a la reacción, otros buscaron las causas de la derrota para poder reorganizar al magisterio. Dentro de estos, la crítica común fue la ingenuidad con la que se negoció con la dictadura y la carencia de un referente político propio para impulsar la reforma. Sin embargo, esto fue dificultado por la desconfianza producto del clima de persecución ideológica y acusaciones entre organizaciones gremiales.
Si bien la persecución al magisterio reformista se retomó tras el gobierno de Ibáñez, durante el gobierno “civilista” de Alessandri esta llegó a ser una práctica regular. Un ejemplo de esto fue la exoneración masiva a por lo menos 137 maestros comunistas reunidos en Concepción en 1933 . Esta persecución se sumaba a los agravios materiales que vivía el magisterio. Entre 1925 y 1932 el precio de la vida había subido en un 125% y los sueldos bajaron en un 25%.

### Organizaciones fundadoras
La precaria situación del magisterio era reconocida por todas las organizaciones gremiales. No obstante, estas discrepaban en cómo hacerles frente. Estar organizaciones fueron la refundada AGP, la Federación de Maestros (FM), el Frente Económico del Magisterio (FEM), entre otras organizaciones menores. A estas se sumaron el magisterio radical, que durante la primera mitad de la década fue parte de la Unión Nacional de Educadores, de tendencia reaccionaria y apolítica.
Tras el fracaso de la experiencia de 1928, algunos miembros de la difunta AGP intentaron refundarla. No tuvieron la convocatoria de antes y la situación les forzó a revisar sus principios. Se aceptó que el apoliticismo había sido fundamental para ser cooptados por Ibáñez, por lo que la asociación pasó a definirse de izquierda. Aunque en un principio esta fue una declaración discursiva, en 1932 fueron parte de la fundación del Partido Socialista de Chile y pasaron a ser su núcleo en el magisterio.
Este giro a la izquierda fue insuficiente para el magisterio comunista organizado en torno a la Internacional de Trabajadores de la Educación. Para resistir a la persecución y poder expandir su influencia en el magisterio chileno, formaron la Federación de Maestros. Según su lectura, la reforma había fracasado debido a su moderación, por lo que el magisterio debería unirse con el pueblo trabajador en un proyecto revolucionario sin transar con las clases aburguesadas. Para no repetir el fracaso de la reforma, la FM elaboró su propio programa educacional inspirado en enfoques educativos soviéticos, propuestas teóricas de ITE, particularmente de comunistas alemanes y franceses.
Además de comunistas y socialistas, los radicales también se sumaron a la UPCh. Sin embargo, en estos primaba una lectura “pragmática” de la reforma: al verse superado el reformismo radical, solo queda hacer cambios desde adentro. Por lo mismo, se sumaron a la UNE, confederación de diversas organizaciones docentes apolíticas y reaccionarias. Al igual que la AGP y la FM, la UNE buscaba mejoras a la condición del profesorado. A diferencia de estas, creía incorrecto el aliarse con sindicatos de trabajadores o defender el reformismo social desde el magisterio.

### Unificación
Pese a las discrepancias políticas, la urgencia económica llevó a que el magisterio se movilizara independiente de las organizaciones para exigir mejoras laborales. En 1934 se funda el Frente Económico del Magisterio (FEM), organización que -reuniendo a maestras de diversas tendencias- exigiría al gobierno mejoras concretas. Su esfuerzo por resolver el problema económico supuso un espacio de reunificación, con convenciones zonales de unidad. En ellas se discutió de problemas salariales, cuestiones relativas del niño proletario y de la escuela, además de cómo unificar al gremio.
Si bien el apoliticismo fue fundamental para la forma en que el FEM enfrentó la movilización, dentro del magisterio la tesis de frente único defendida por la FM le daba a los comunistas una ventaja sobre otras organizaciones. No obstante, la misma política les impedía aliarse con socialistas y mucho menos con radicales. Por lo tanto, no fue sino hasta que llegó la política de Frente Popular que el magisterio comunista se abrió a trabajar con otras fuerzas progresistas, lo que facilitó la formación de la UPCh.
El 26 de abril de 1935 se firma acuerdo de unificación de la UPCh, incluyendo a la AGP, la FM, el FEM, el Frente de Profesores Secundarios y el Grupo sindical de trabajadores de la enseñanza. No incluyó a la UNE, pero ésta perdió fuerza gracias a la incorporación del magisterio radical al FP. Su acuerdo fundacional contempla agrandar influencia de UPCH a todo el magisterio público, dar por disueltas las instituciones formantes, comunicar decisiones a organismos locales y entregar los bienes del magisterio a la nueva institución.

### Composición social y relación con otras organizaciones laborales
Aunque la UPCh pretendía unificar al magisterio, este objetivo se demostró inviable por dos razones. Primero, la alianza política que la posibilitó, el Frente Popular, se quebró a los pocos años, dejando en evidencia los intereses en conflicto dentro de la coalición. Segundo, la fragmentación del sistema escolar producía diferentes intereses, culturas políticas y formas de organizarse dentro del magisterio. Al existir diferentes direcciones generales de educación, a cada rama le convenía negociar por su parte antes que forma una entidad unitaria que dirigiera todo.
Esta situación cambió en 1944, cuando se sumó a otras organizaciones docentes en la fundación de la FEDECh. Esta pasaría a ser una organización paragüas con el fin de negociar con más fuerza los intereses prioritarios de todo el magisterio. A diferencia del plan unitario de la UPCh, en esta confederación cada rama mantendría su organización autónoma. Las principales demandas realizadas por la FEDECh son contra la vigilancia política y por mejoras salariales, además de por el establecimiento de una carrera funcionaria según sus términos.
La UPCh formó parte de la FEDECh hasta su disolución en 1971, cuando se unificó el magisterio en el SUTE. Hasta ese entonces, la UPCh fue una de las partes más activas y masivas de la FEDECh. Esto se debe a que estuvo compuesta en su gran mayoría por el magisterio primario, el de mayor número y aquel con mayor tradición de lucha social. Esta cercanía con los conflictos de las clases subalternas es observable en la temprana participación de la UPCh en la CTCh y en la CUT.